# Sân bay Phitsanulok
Sân bay Phitsanulok (tiếng Thái: ท่าอากาศยานพิษณุโลก) (IATA: PHS, ICAO: VTPP) là một sân bay tại thành phố Phitsanulok của tỉnh Phitsanulok, Thái Lan. Sân bay này nằm ở phía tây nam của trung tâm thành phố. Sân bay này có 1 đường băng dài 3 km rải bê tông nhựa.

## Các hãng hàng không và các tuyến điểm
- Nok Air (Bangkok-Don Mueang)
- Thai Air Asia (Bangkok-Don Mueang)
- Kan Air (Chiang Mai)